# Metro de Palma de Mallorca
El Metro de Palma es el sistema de ferrocarril metropolitano de la ciudad de Palma de Mallorca, en España, que se inauguró el 25 de abril de 2007. Cuenta con una línea operativa, que compone una red en forma de Y con una longitud total de 15,55 kilómetros. La línea M1 consta de nueve estaciones y una longitud total de 7,2 km, realiza el trayecto entre la Estación Intermodal de Plaza de España y la Universidad de las Islas Baleares. La red de Metro está conectada con las líneas de tren a Inca (T1 y T1e), La Puebla (T2) y Manacor (T3) de Servicios Ferroviarios de Mallorca, con las que comparte múltiples estaciones, y la terminal de autobuses interurbanos de Palma de Mallorca. 
Es la quinta red de metro que se inauguró en España, después de las redes de las ciudades de Madrid (1919), Barcelona (1924), Valencia (1988) y Bilbao (1995), así como la sexta red en número de pasajeros transportados (1 164 000 en el año 2012) por detrás del Metro de Sevilla. Los alumnos de la universidad son sus principales usuarios.
La titularidad y explotación de la red corren a cargo del Gobierno de las Islas Baleares a través de las empresas públicas Servicios Ferroviarios de Mallorca (SFM) y el Consorcio de Transportes de Mallorca (CTM).

## Red actual

Mapa de las dos líneas del Metro de Palma.

La distancia entre los carriles o raíles que conforman las vías del metropolitano palmesano (ancho de vía) es de 1000 mm en toda la línea (ancho métrico). Los trenes circulan por la vía de su derecha, al igual que la mayoría de redes de ferrocarril que existen en España. Recorren una media de un kilómetro cada minuto y medio. En el caso de no efectuarse paradas, se tardaría un 40 % menos.
Está electrificado en la totalidad del recorrido. Se trata de la segunda red de Mallorca que cumple esta característica, tras el Ferrocarril de Sóller. El recorrido subterráneo discurre a ocho metros de profundidad respecto al nivel de la calle, excepto el tramo entre Camí dels Reis y la UIB de la línea 1 y el tramo de la línea 2 entre las estaciones de Son Costa-Son Forteza y Marrachí. La distancia entre los ejes de la vía es de 2,70 metros y el gálibo vertical mínimo de 5,50 metros. La pendiente no supera en ningún caso el 2,5 % en la vía y el 0,2 % en las estaciones. El metro nunca circula bajo edificaciones, ya que el sistema constructivo utilizado (muro pantalla) así lo impide.
Todas las estaciones subterráneas son accesibles mediante escaleras, mecánicas en algunas estaciones, y ascensores. Generalmente tienen un vestíbulo al nivel de los andenes que contiene todos los servicios relacionados con la explotación de la vía. Las medidas de los andenes son ochenta metros de largo y cinco de ancho. Las estaciones se diseñaron de manera que, una vez que se acceda a ellas, ya se vean las vías del tren. De esta manera se pretende facilitar el acceso al viajero, así como ayudarle a orientarse. De las quince estaciones de la red, ocho son subterráneas y siete están en superficie.
Actualmente, son dos las líneas que conforman el metro palmesano:
| Línea | Terminales                             | Longitud | Estaciones | Apertura | Tiempo de viaje | Notas y referencias |
| ----- | -------------------------------------- | -------- | ---------- | -------- | --------------- | ------------------- |
|       | Plaza de España - UIB                  | 7,2 km   | 9          | 2007     | 13 min          | [ 9 ] [ Nota 1 ]    |
|       | Plaza de España - Estación de Marrachí | 8,35 km  | 10         | 2013     | 14 min          | [ 10 ]              |

## Historia

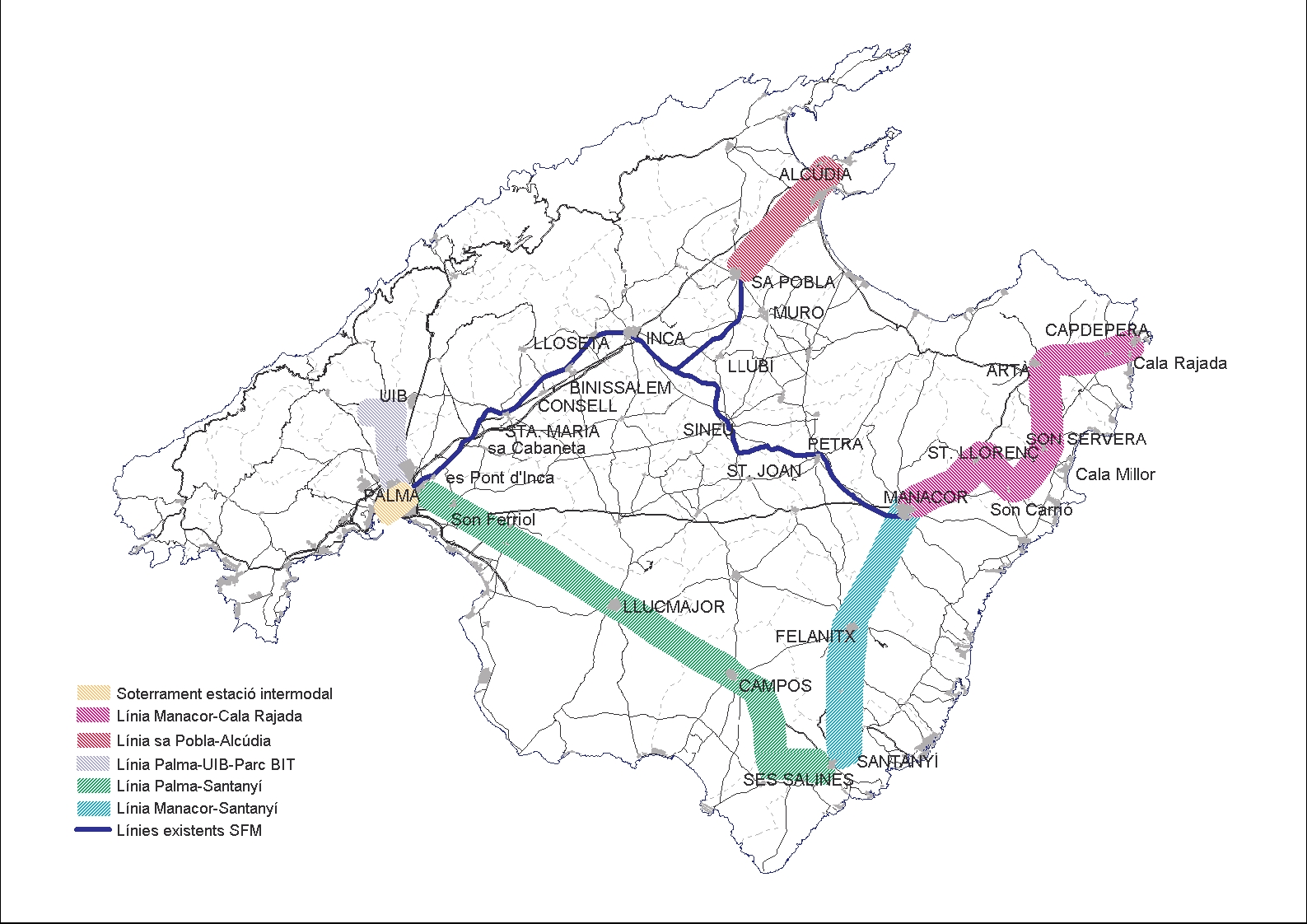
El Plan Sectorial de Transportes de las Islas Baleares preveía la construcción del metro.

### Antecedentes
Desde la década de 1990, diversos grupos de izquierda y ecologistas reivindicaban la creación de una línea de ferrocarril metropolitano entre el centro de Palma de Mallorca y la Universidad de las Islas Baleares (UIB), cuyo campus se sitúa a las afueras del término municipal, como alternativa al uso del vehículo privado y al desdoblamiento de la carretera Ma-1110, única vía de acceso a la universidad desde la ciudad.
No se efectuó ninguna propuesta oficial hasta que el gobierno socialista de Francesc Antich (1999-2003) propuso el primer proyecto formal para unir ambos puntos de la ciudad. Se trataba de un recorrido en superficie muy similar al actual, que partía desde la estación en superficie de los Ferrocarriles de Mallorca en la Plaza de España y llegaba hasta la universidad atravesando la calle Jacinto Verdaguer, Son Oliva, Son Hugo, el polígono industrial de Son Castelló y Son Sardina. El trayecto entre Plaza de España y el barrio de Son Oliva iba en paralelo a las vías ya existentes de la línea ferroviaria de SFM, a partir de entonces discurría paralelamente a las vías del Ferrocarril de Sóller hasta llegar a Son Sardina, donde se iniciaba un trayecto exclusivo para llegar al campus universitario. También se proyectó otra línea que unía el centro de Palma con el aeropuerto, primero mediante conexión directa y luego atravesando varios núcleos del Distrito de Levante (como Son Ferriol o Casa Blanca), pero fue rechazado por ser considerado poco viable económicamente. Estas dos líneas, junto con otra de tranvía que se proyectó, constituirían una alternativa al transporte por carretera que colapsaba frecuentemente los accesos a la ciudad. El Plan General de Ordenación Urbana (PGOU) de Palma de Mallorca reservó áreas destinadas a la construcción de la infraestructura necesaria, que tras el anuncio de la construcción de una red suburbana quedaron inutilizados.
La primera vez que se habló de la posibilidad de construir un servicio de metro en Palma de Mallorca fue durante la campaña de las elecciones autonómicas de 2003. El PSM-Entesa Nacionalista propuso la construcción de una red que constaría de dos líneas. La Línea A iría de la Plaza España a la Universidad, siguiendo el recorrido propuesto por el PSOE; la Línea B seguiría la costa desde el aeropuerto hasta Portopí, pasando por el centro. Ambas líneas convergerían en una nueva estación subterránea en Plaza de España. El metro fue presentado como un medio de transporte alternativo a la ampliación de la red de autopistas que proponía el Partido Popular. Además ciudades de tamaño similar, como Bilbao, ya disponían de este sistema de transporte colectivo.

### Construcción

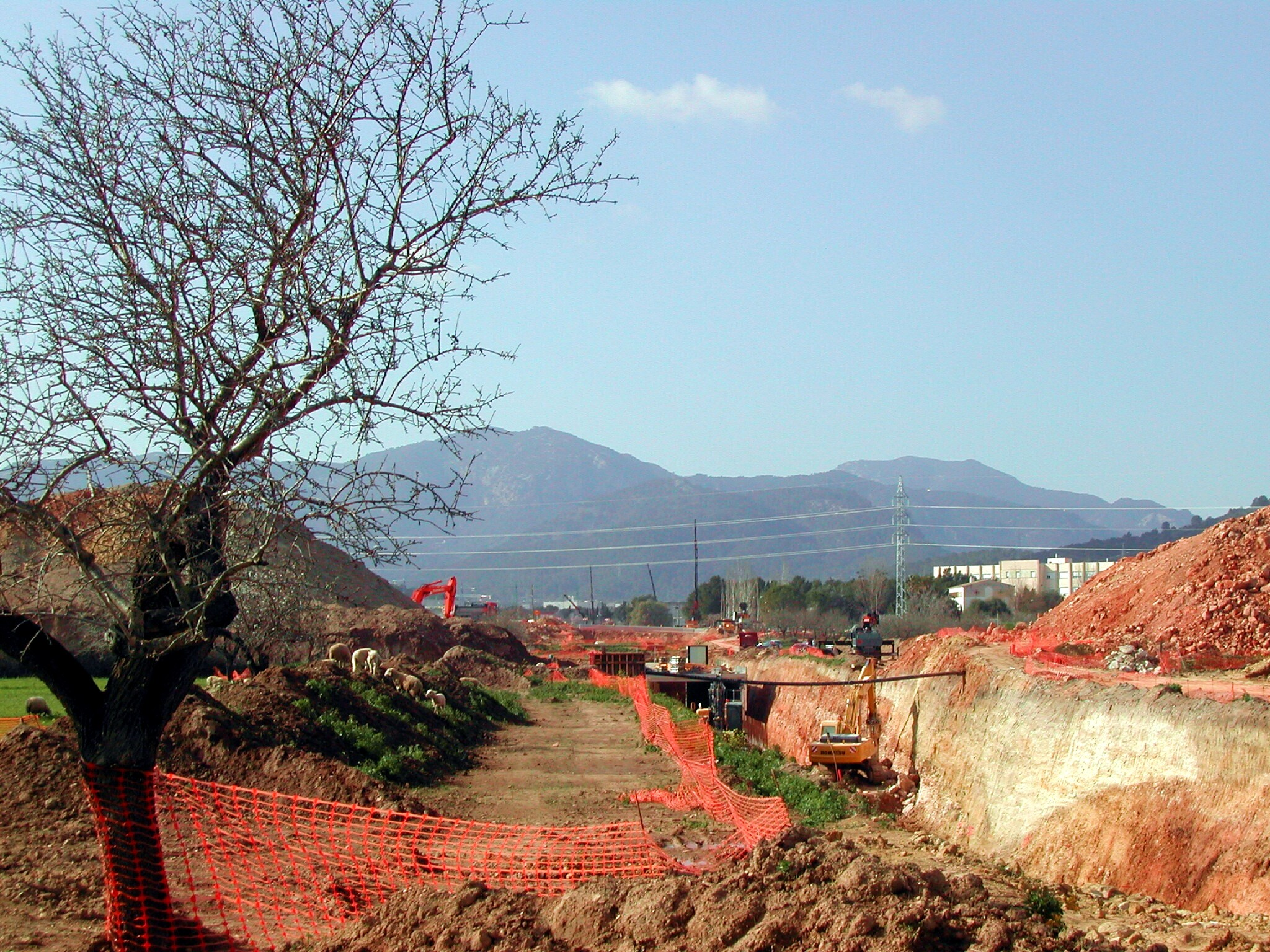
Obras del metro cerca del campus universitario.

El 23 de noviembre de 2004, Jaume Matas, entonces presidente de las Islas Baleares, anunció la construcción de la primera línea del metro palmesano entre la Plaza de España y la UIB. Este proyecto se realizaría conjuntamente al soterramiento del corredor ferroviario de Palma de Mallorca, cuyas obras se habían iniciado ese mismo mes.
Las obras del túnel por donde solo circularía el metro comenzaron el 9 de agosto de 2005 por la Gran Vía Asima, en el polígono de Son Castelló. El método utilizado fue el muro pantalla, que reducía los costes de la obra, ya que no se necesitan tuneladoras con este sistema. No obstante, fue necesario cortar las calles al tráfico en los puntos por los que pasaría la línea. Las obras produjeron quejas por parte de los empresarios y comerciantes de la zona, quienes habían registrado grandes pérdidas. Como compensación, el ayuntamiento de Palma de Mallorca los eximió de pagar el Impuesto sobre Actividades Económicas y el Impuesto sobre Bienes Inmuebles. En 2006 Jaume Matas y Mabel Cabrer, consejera de Obras Públicas, visitaron las obras en el punto donde se bifurcarían el metro y el tren de SFM.
El Accidente de Metrovalencia de 2006 generó un debate sobre si las medidas de seguridad del metro de Palma eran las adecuadas. Días después del siniestro, el gobierno autonómico anunció que SFM estaba siendo asesorada por técnicos del Metro de Madrid y que se aplicaría la legislación belga en seguridad ferroviaria, la más exigente de Europa.  De este modo, el metro sería moderno y seguro. Además, el cuerpo de bomberos de Palma de Mallorca recibió formación especial sobre actuación en túneles.
El 18 de septiembre de 2006 entró en servicio la estación de Jacinto Verdaguer, aunque solo la parte destinada a tren.

#### Fases de la construcción

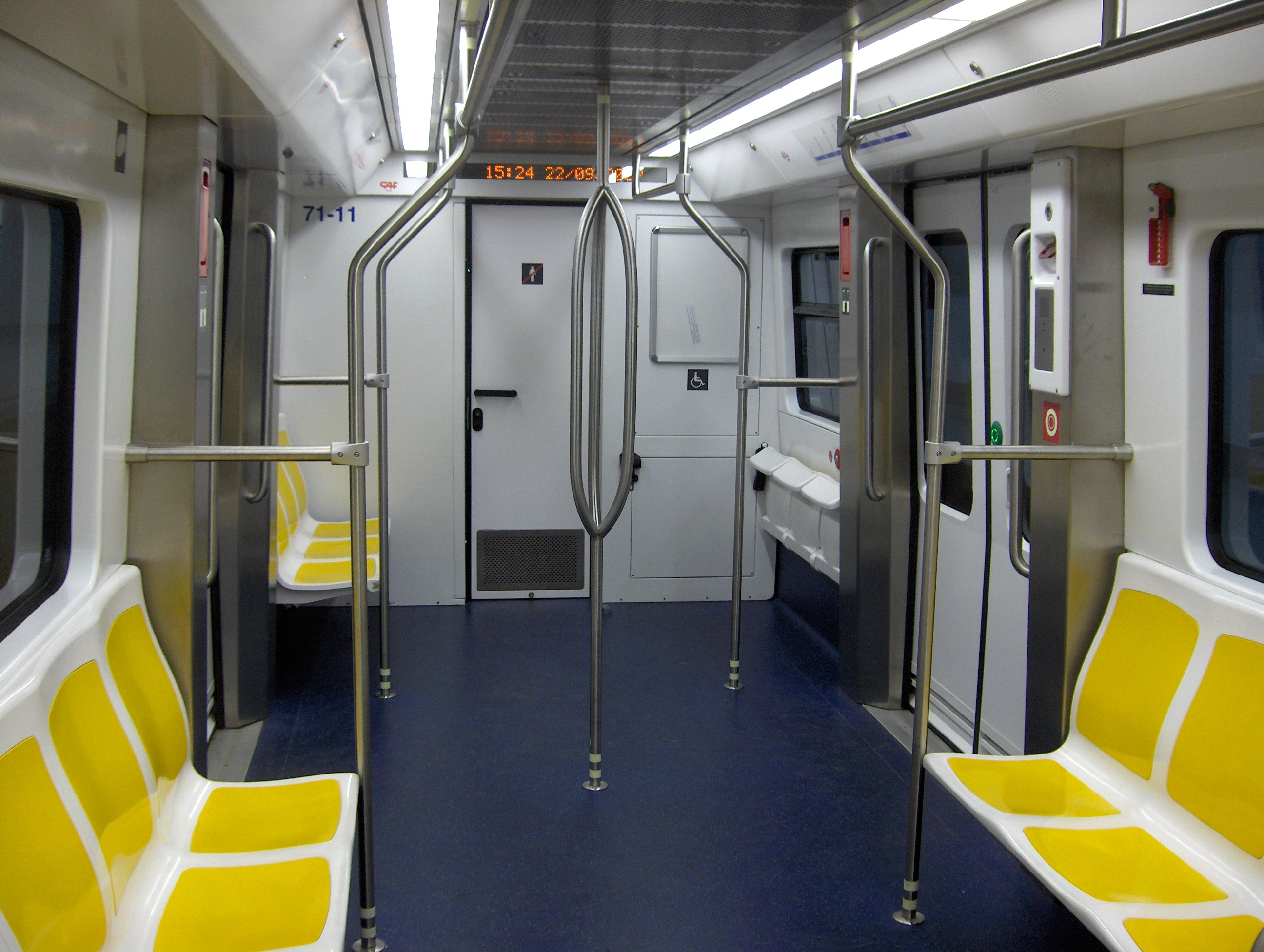
Interior de uno de los coches de la serie 71.

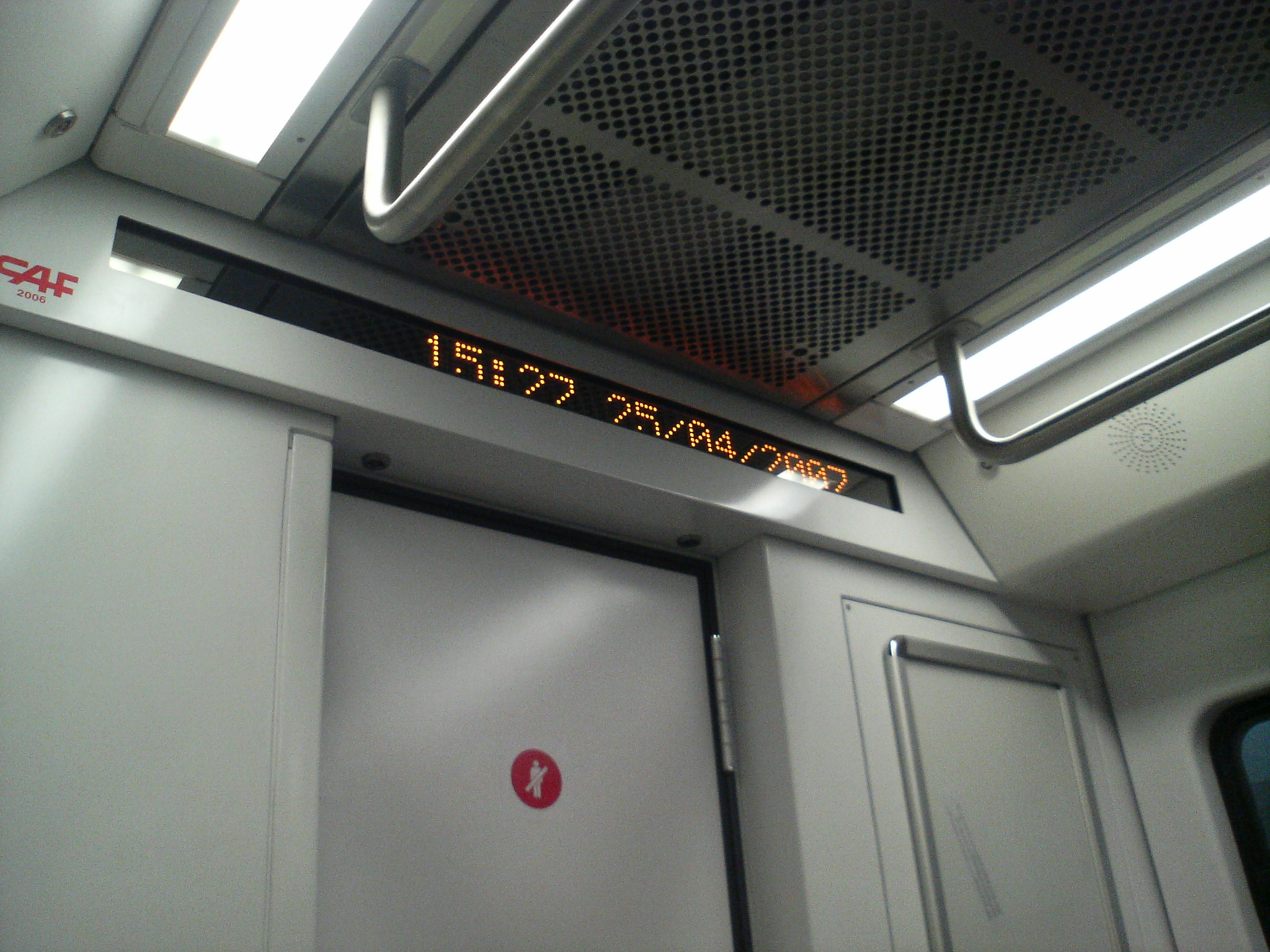
Uno de los paneles que informa de la fecha y la hora a los pasajeros. La imagen fue tomada el 25 de abril de 2007, día de la inauguración de la línea.

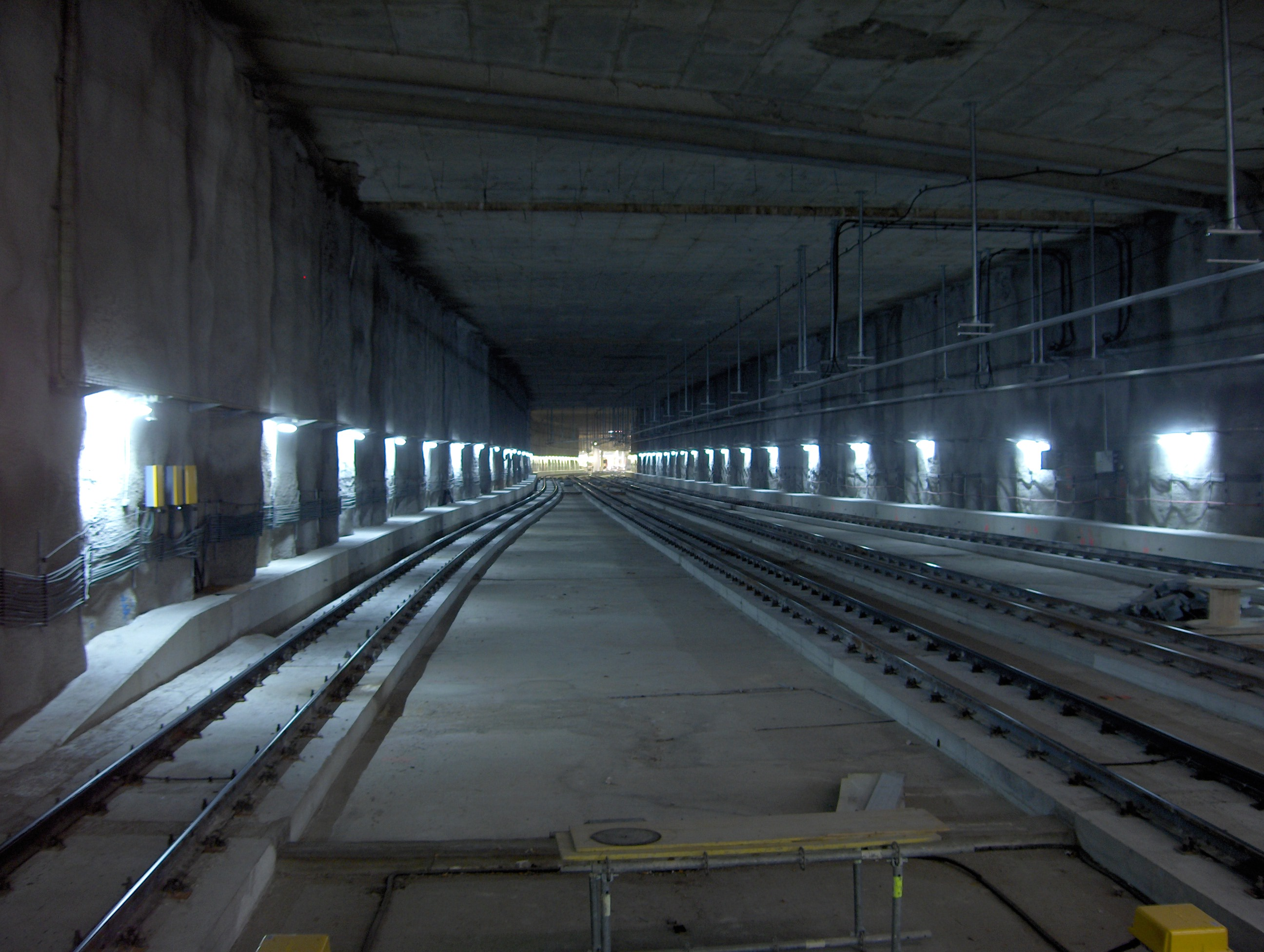
Túnel subterráneo próximo a la estación de Son Fuster Vell. En este punto se unen las líneas de ferrocarril de SFM con las del metro.

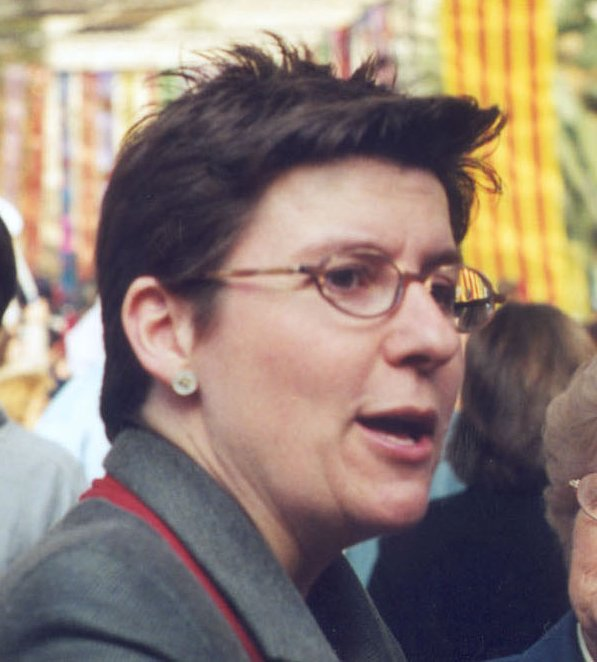
Catalina Cirer, alcaldesa de Palma de Mallorca entre 2003 y 2007. Fue, junto a Matas y Cabrer, una de las principales impulsoras de la construcción del metro.

La construcción de la línea 1 se dividió en tres fases. La primera fase comprende el tramo que va desde la estación de Son Costa-Son Forteza hasta el punto kilométrico 1,80, en el cual se cruzan la Gran Vía Asima con la Carretera de Buñola. En este primer tramo, totalmente subterráneo, se contempla la construcción de la estación de Son Fuster Vell (entre los puntos kilométricos 1,33 y 1,42). La amplitud del túnel es de 8,90 metros, excepto en la zona de la estación, donde llega a los 37,90 m. El trazado de esta primera fase fue modificado respecto al planificado inicialmente debido a las alegaciones presentadas por los afectados por el proyecto de línea metropolitana. Por ello, se disminuyó el radio de giro en la entrada a la Gran Vía Asima, afectando a un menor número de terrenos privados próximos a la carretera de Buñola y a una cantidad superior a la prevista de terrenos públicos. El proyecto de la Fase I fue adjudicado a la UTE formada por las empresas Dragados, TECSA Empresa Constructora y Matías Arrom Bibiloni, que contaban con un presupuesto de 35,4 millones de euros y un término de ejecución de 16 meses.
La segunda fase del corredor ferroviario comprende desde el kilómetro 1,80 al 3,72. Se trata del tramo que discurre bajo la Gran Vía Asima. Incluye tres estaciones subterráneas, Gran Vía Asima (entre los puntos kilométricos 2,05 y 2,14), Son Castelló (entre los puntos kilométricos 2,63 y 2,72) y Camí dels Reis (entre los puntos kilométricos 3,13 y 3,22). La amplitud del túnel es de 8,90 metros, excepto en la zona de las estaciones, donde llega a los 34,50 m. Respecto al diseño inicial, se modificó la localización de las bocas de metro para que no afectaran a los comercios de la zona. En lo que se refiere a la superficie de la Gran Vía Asima, se aprovecharon las obras del metro para incluir algunas mejoras como la creación de una rotonda en el cruce con la calle Gremio de Azucareros, la ampliación de las aceras o de la mediana, permitiendo así aumentar el tamaño del parterre existente. El proyecto de la Fase II fue adjudicado a la UTE formada por las empresas Melchor Mascaró y CABOSA Obras y Proyectos, que contaban con un presupuesto de 46,3 millones de euros y un término de ejecución de 17 meses.

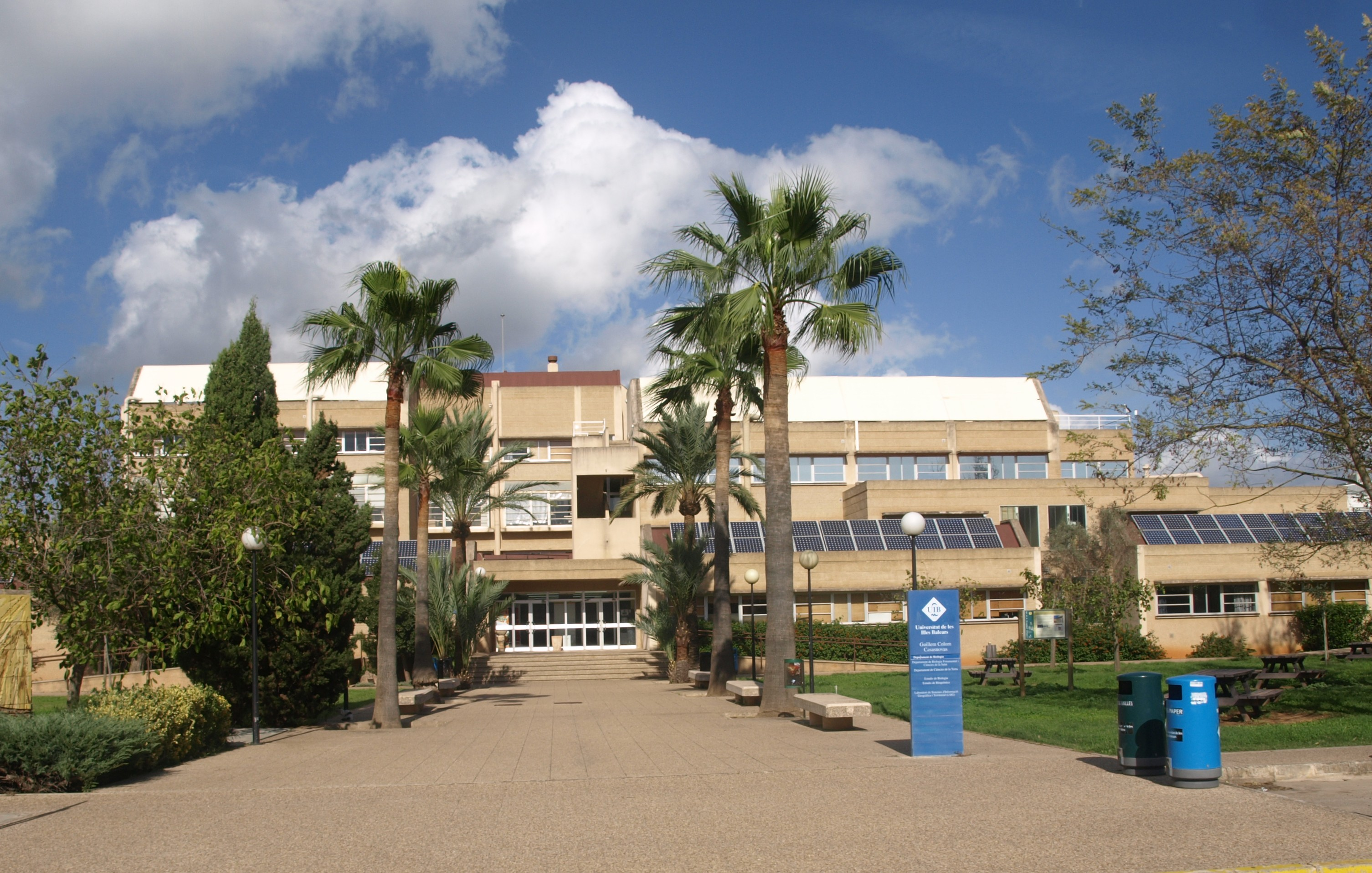
Facultad de Ciencias de la UIB. Los trabajos de la Fase III provocaron quejas de alumnos y profesores, quienes aseguraban que el ruido producido por las obras les impedía hacer clase con normalidad.

La tercera y última fase comprende desde el kilómetro 3,72 hasta la estación de la UIB. Este último tramo discurre en superficie desde su inicio hasta el kilómetro 6,34, donde vuelve a ser soterrado hasta el final de la línea. Entre los puntos kilométricos 5,50 y 5,68 se encuentra el único viaducto de todo el trazado; de 180 metros de longitud. Fue construido para salvar el cruce de la línea de metro con la carretera Ma-11 y el Ferrocarril de Sóller. En esta fase se construyeron dos estaciones, Son Sardina y UIB. La estación de Son Sardina forma un conjunto edificado con la antigua del tren de Sóller, actualmente en desuso. Además cuenta con un paso inferior para viandantes que permite atravesar la carretera y las vías de Sóller. Un aparcamiento con capacidad para más de 100 vehículos complementa la infraestructura. La estación del campus universitario está formada por dos niveles; uno superior, donde se encuentra el vestíbulo, y otro inferior, que da acceso a los andenes y a las vías. Para que su construcción no afectara a las acequias de Baster y Font de la Vila, catalogadas como Bien de Interés Cultural, la rasante del trazado discurre a una cota inferior a la recogida en el proyecto inicial. Además, la entrada del metropolitano en el campus se ha desplazado hacia el sur, alejando el trazado de la zona prevista por la universidad para llevar a cabo ampliaciones. Los trabajos de esta fase provocaron quejas de alumnos y profesores, especialmente de las Facultades de Filosofía y Letras y de Ciencias, las más próximas a la estación, que aseguraban que el ruido producido por las obras les impedía hacer clase con normalidad. El proyecto de la Fase III fue adjudicado a la UTE formada por las empresas ALDESA Construcciones y Pavimentaciones MAN, que contaban con un presupuesto de 33,2 millones de euros y un término de ejecución de 16 meses y medio.

### Inauguración y cierre temporal
La línea suburbana fue inaugurada el 25 de abril de 2007, treinta y tres días antes de las elecciones municipales y autonómicas. Por este motivo no se hizo ninguna inauguración oficial; aun así, la alcaldesa de la ciudad, Catalina Cirer, viajó en el metropolitano durante la campaña electoral. Hasta el 1 de octubre sería gratuito viajar en él, con el objetivo de que los usuarios conocieran la infraestructura.
Pero antes de que llegase octubre, los días 27 de agosto y 23 de septiembre de ese mismo año se produjeron graves inundaciones en la línea con lluvias en torno a los 15 l/m², que colapsaron el servicio en Son Sardina y Son Castelló. También se produjeron filtraciones en la Estación Intermodal, por lo que se acordó el cierre provisional hasta que los técnicos resolvieran los problemas estructurales. El estudio de las deficiencias reveló que no se había llevado a cabo la impermeabilización de la Estación Intermodal, que el proyecto no había previsto adecuadamente las infraestructuras de pluviales y que había empeorado las ya existentes en Son Castelló, haciendo que el túnel actuara como colector y depósito de las precipitaciones caídas sobre el polígono. Una vez finalizadas las obras de remodelación de la red, que se prolongaron durante diez meses y costaron 28 millones de euros, el servicio se restableció el 28 de julio de 2008, con un precio de 0,90 euros por trayecto.
Sin embargo, Gabriel Vicens, consejero de transportes entre 2007 y 2011, aseguró que los errores de diseño no permiten descartar nuevas filtraciones en la calle Jacinto Verdaguer, ya que el carácter superficial del túnel impidió ampliar significativamente la red de pluviales en esta zona. Los años posteriores fueron muy lluviosos en Mallorca, pero solo se produjeron leves filtraciones por los conductos de ventilación de esta estación.
El episodio fue también motivo de debate político, en el que el Partido Popular negó cualquier tipo de responsabilidad política y acusó a Vicens de buscar culpables que los eximan de su responsabilidad, ya que las inundaciones se produjeron después de que fuera nombrado consejero, exigiendo su dimisión. A todo esto hay que añadir que Gabriel Sampol, responsable de una de las concesionarias, reconoció en una entrevista a la televisión balear IB3 que las empresas constructoras recibían presiones desde la Consejería de Obras Públicas para que el metro pudiera ser inaugurado antes de los comicios, en detrimento de la calidad del sistema.

### Consecuencias de la apertura para el transporte urbano

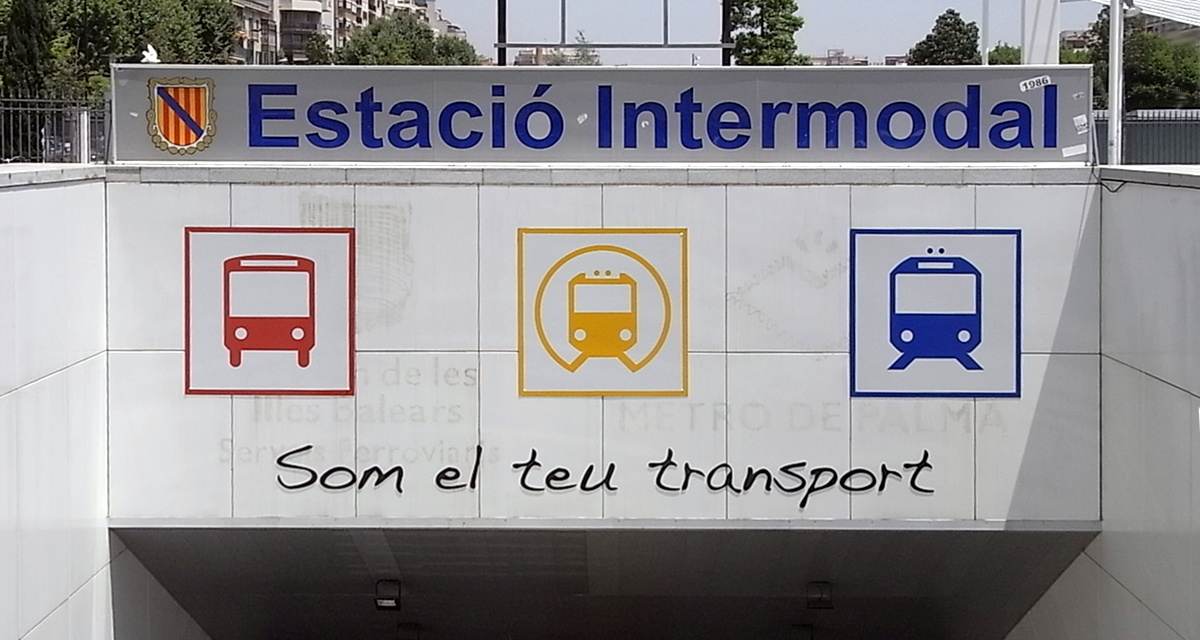
La creación del Metro de Palma de Mallorca supuso el nacimiento del Consorcio de Transportes de Mallorca, que unifica en un solo organismo el control de los servicios de ferrocarril, metro y autobús.

Tras anunciarse la construcción del metro de Palma de Mallorca, diversos sectores aseguraron que no sería rentable. Varios estudios afirmaban que el metro absorbería el 45% de la demanda de transporte de la universidad, el 95% de la línea 19 de la EMT (Avenidas - Universidad) y un 12% de los que usaban el vehículo privado. Por ello, los horarios y frecuencias se adaptarían al calendario de clases de la UIB, reduciéndose durante los meses estivales, algo que desagrada a quienes lo utilizan durante esa época del año. La EMT de Palma de Mallorca tuvo que modificar o suprimir algunas de sus líneas, cuya demanda se vería afectada por el metro. Se realizó una encuesta a alumnos y profesores universitarios para determinar que barrios de la ciudad habitaban y rediseñar el trazado de la línea 19 hacia las zonas a las que el ferrocarril metropolitano no diera cobertura.
La llegada del metro también supuso cambios para el campus universitario. Sus vías de comunicación internas se tuvieron que rediseñar, afectando en la mayoría de casos al sentido de la circulación. La estación se sitúa en el punto más meridional del complejo, quedando a gran distancia de algunos edificios como la Facultad de Turismo, las Instalaciones deportivas o la Residencia de estudiantes. Para ello se creó un servicio de préstamo de bicicletas (Mou-te bé), con subestaciones en todos los edificios del campus, como medida para fomentar un transporte ecológico y evitar así que los usuarios de estos edificios recurrieran al vehículo privado. No obstante, este servicio fue suprimido en 2011.
El metro dio lugar a la creación del Consorcio de Transportes de Mallorca, institución destinada a la coordinación entre la EMT de Palma de Mallorca, Servicios Ferroviarios de Mallorca y Transportes de las Islas Baleares (autobuses interurbanos). El CTM supuso también la introducción de un sistema tarifario integrado y una tarjeta intermodal, que entraron en vigor el 26 de enero de 2008. En todas las estaciones hay máquinas expendedoras de billetes electrónicos que pueden usarse en los diferentes medios de transporte de la isla integrados, así como lectores ópticos que controlan el crédito de las tarjetas.

### Creación de la línea M2

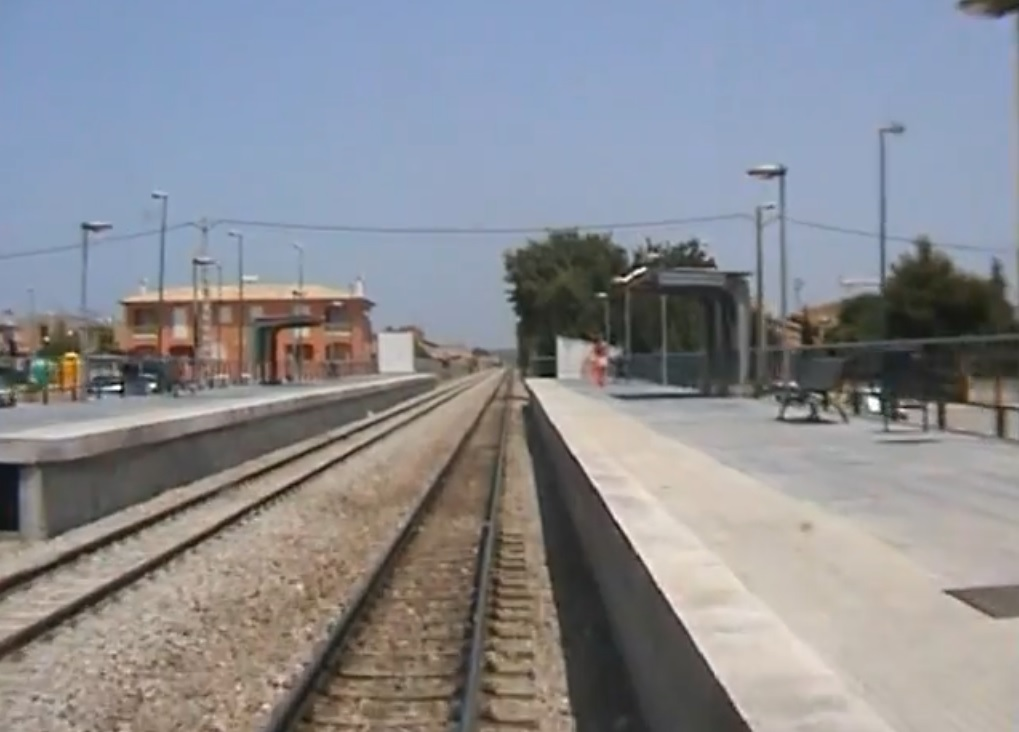
Estación de Puente de Inca Nuevo de la línea M2.

El Consorcio de Transportes de Mallorca anunció en noviembre de 2012 la creación de una segunda línea de metro, cuyo recorrido abarcaría las nueve estaciones que hay entre la Estación Intermodal y la Estación de Marrachí. El establecimiento de esta nueva línea no supondría ningún coste, ya que se utilizaría la infraestructura ya existente y el servicio lo darían aquellas unidades de metro inutilizadas. Con esto se buscaba reducir los tiempos de viaje en el área metropolitana de Palma de Mallorca por un lado, y entre la capital y el resto de localidades mallorquinas por otra, al no tener que hacer los cercanías tantas paradas. Su creación constituyó, junto a la de la línea Inca Express, parte de las medidas emprendidas por Servicios Ferroviarios de Mallorca para racionalizar y optimizar la gestión de sus recursos ferroviarios.
Los trabajos de adaptación se iniciaron en enero de 2013 y se prolongaron durante dos meses.
El primer metro de la línea M2 partió de la estación de Plaza de España a las 5:56 del miércoles 13 de marzo de 2013. En este viaje inaugural estuvieron presentes el alcalde de Marrachí, Bartomeu Oliver, el consejero balear de Movilidad, Biel Company, y el gerente de SFM, José Ramón Orta. Sin embargo, al igual que ya ocurriera con la línea M1, la constitución de este nuevo tramo de la red no estuvo exenta de polémica. Poco después de su apertura, el comité de empresa de la compañía ferroviaria tachó de «irresponsable» la creación de la misma atendiendo a que con la reconversión de ferrocarril a metro del tramo Palma de Mallorca-Marrachí no se cumplían las medidas de seguridad necesarias. Los sindicatos basaron dicha afirmación en el hecho de que se establecía un sistema de personal propio de sistema metropolitano en una infraestructura con características de ferrocarril. Mayoritariamente, los usuarios del transporte público calificaron satisfactoriamente la constitución de la nueva línea; aumentaban las frecuencias y se reducía el tiempo de viaje, además los trenes no iban tan masificados como de costumbre —especialmente en las horas puntas— al realizar menos paradas. No obstante, su establecimiento afectó negativamente a los usuarios con origen o destino en alguna de las estaciones intermedias, ya que se veían obligados a efectuar un transbordo.
Pese a ello, algunos usuarios de la línea M2 expresaron al rotativo Diario de Mallorca su desconcierto ante la falta de información sobre el establecimiento de la misma. Puesto que no se llevaron a cabo grandes actuaciones en las paradas, no se cambió la cartelería y que los nuevos horarios y frecuencias aparecían en carteles colocados tímidamente sobre los antiguos, la mayoría de viajeros no notó novedad alguna. A todo esto cabe añadir que, aunque durante las semanas previas a la inauguración se había dicho que el servicio iba a ser ofrecido con las unidades sobrantes de la línea M1 o con la serie 91 que ya efectuaba el servicio Inca Express, durante sus tres primeros meses recorrieron la línea M2 cinco unidades de tres coches de la serie 81 de SFM, prácticamente idénticas a las que efectuaron los servicios de tren hasta el 12 de marzo de 2013. No sería hasta el 1 de junio cuando todas las líneas del suburbano palmesano fueran operadas por la serie 71 de SFM.

## Parque móvil

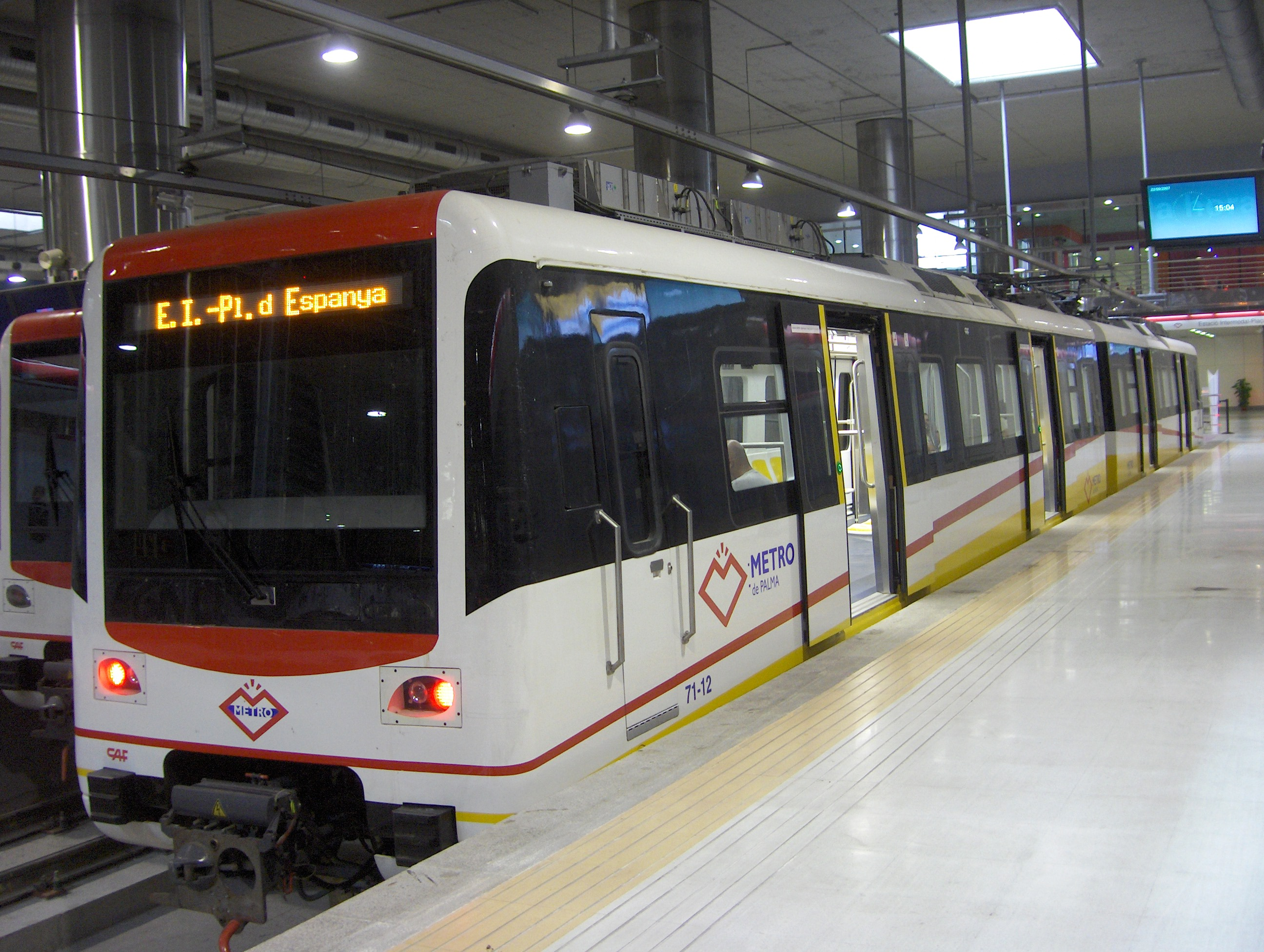
Una de las unidades CAF 71 del metro en la Estación Intermodal.

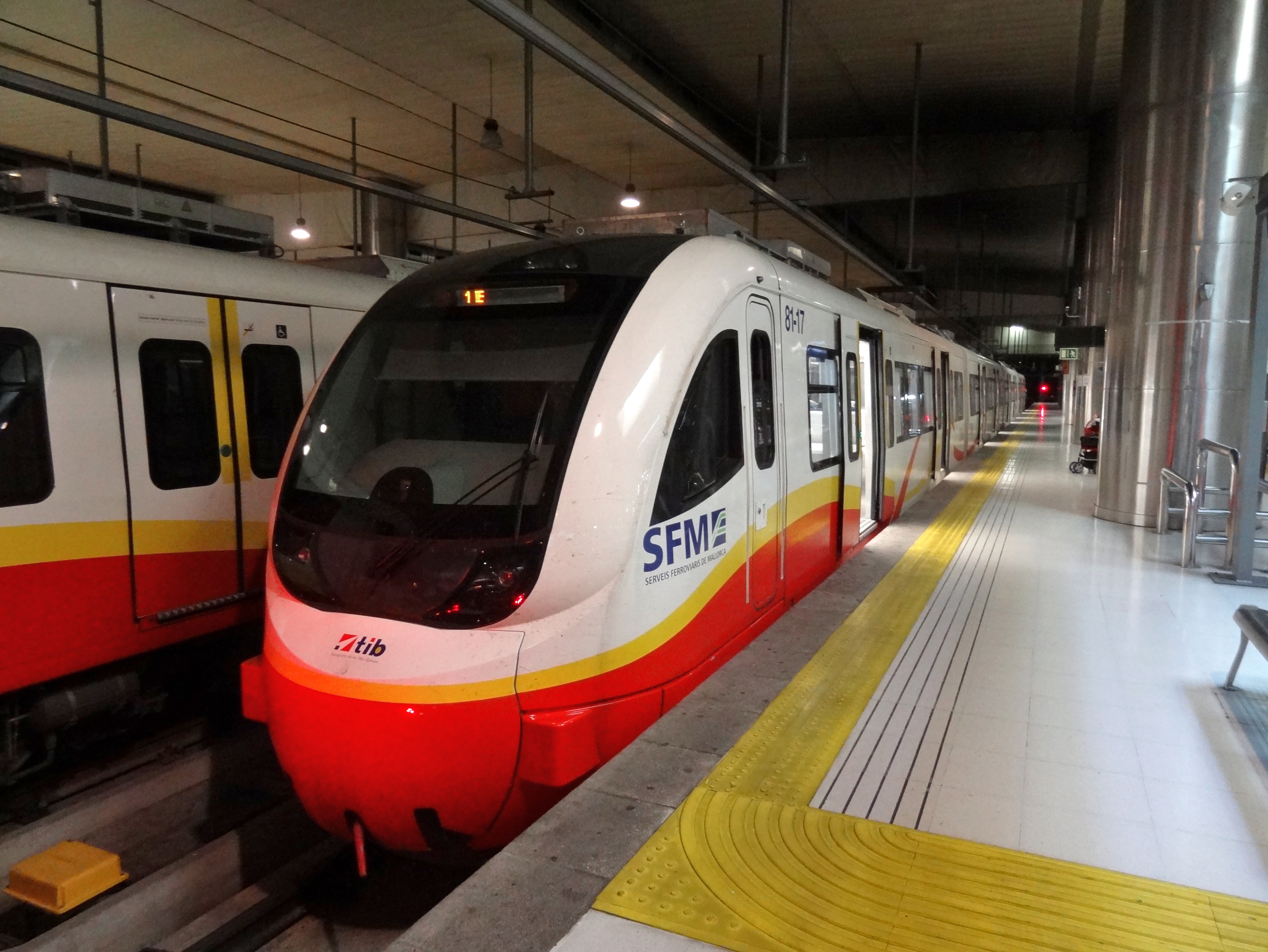
Serie 81 de SFM.

El material rodante utilizado por el Metro está formado por seis unidades dobles de la serie 71 de CAF, aunque cabe mencionar que cinco unidades de tres coches de la serie 81 de CAF recorrieron la línea M2 durante sus tres primeros meses de funcionamiento. Se trata de trenes que son alimentados por energía eléctrica con una tensión de 1500 voltios de corriente continua. Estos trenes operan Sistema ATP (Automatic Train Protection) tipo FAP (Frenado Automático Puntual), que aplica freno de emergencia o impide otras acciones cuando no se cumplen algunas condiciones de seguridad. En tanto, el ancho de vía utilizado en los trenes es de 1000 mm.
Los trenes del metro de Palma de Mallorca fueron adquiridos en 2006 a la empresa Construcciones y Auxiliar de Ferrocarriles (CAF) por 14 501 160 euros. Cuentan con motor en ambos extremos y sus medidas son 33,08 metros de longitud, 3,99 de alto y 2,50 de ancho. La capacidad máxima de cada tren es de 306 pasajeros; 232 de pie y 74 sentados. El metro puede alcanzar una velocidad máxima de 100 km/h, con una aceleración máxima de 1,1 m/s² y una desaceleración máxima de 2 m/s². Cada unidad cuenta con un sistema de radio digital Tetra para comunicaciones Tren-tierra, ordenador de a bordo con comunicación de averías, anomalías y registrador de acontecimientos, puertas eléctricas antiatrapamiento, megafonía interior sensible al nivel de ruido, megafonía exterior, un pasillo adaptado a personas de movilidad reducida que permite intercirculación entre coches, así como la intercomunicación entre el pasaje y el maquinista. También posee un circuito cerrado de televisión (CCTV) con cuatro cámaras por tren, paneles informativos, sistema de climatización regulable, faros xenón de largo alcance, dos plazas adaptadas a personas de movilidad reducida con avisos al maquinista, asientos con diseño antivandálico y un sistema que insonoriza las ruedas.
Por su parte, entre el 13 de marzo y el 1 de junio de 2013 circularon por la línea M2 cinco unidades eléctricas de tres coches cada una de la Serie 81 de SFM. Fueron fabricados por Construcciones y Auxiliar de Ferrocarriles (CAF) entre los años 2008 y 2012. Al igual que la serie 71, contaban con motor en ambos extremos y sus medidas eran 22,80 metros de longitud, 3,20 de alto y 2,10 de ancho. La capacidad máxima de cada tren era de 386 pasajeros; 268 de pie y 118 sentados. Podía alcanzar una velocidad máxima de 100 km/h, con una aceleración máxima de 1,1 m/s² y una desaceleración máxima de 2 m/s². Se trataba de unidades modulares, es decir, que todos los coches estaban conectados entre sí formando un único cuerpo. El diseño de las unidades estaba concebido para facilitar la accesibilidad total de personas con movilidad reducida, disponía de asientos preferentes en todos los coches, rampas de acceso con accionamiento neumático para personas en silla de ruedas y un área reservada con fijaciones y cinturón de seguridad. También contaba con espacios para bicicletas, indicación sonora de aviso de cierre de puertas y un buen nivel de iluminación interior. Poseía además monitores de televisión en cada departamento, indicadores de destino y audio con anuncio automático de estaciones. Era una unidad respetuosa con el medio ambiente, con un nivel de emisión acústica bajo, tracción eléctrica, sistema de frenado reostático y un dispositivo regenerador de recuperación de energía.

## Funcionamiento y servicios

### Horario
La red de metro tiene un horario de servicio de 6:30 a 23:00. Los días laborables la frecuencia de paso es cada quince minutos entre las 6:30 y las 10:30 y de 13:00 a 16:00, y cada treinta minutos durante el resto de horas. Los fines de semana el servicio no está operativo a excepción de la línea 1, con una frecuencia de paso cada treinta minutos de 7:00 a 15:00. Durante los meses de julio y agosto, debido al descenso de la demanda que se produce con motivo de las vacaciones estivales, las frecuencias de paso disminuyen considerablemente, llegando a suprimirse en determinados trayectos y fechas.

### Tarifas

Andenes de la línea 1 en la estación de Son Sardina.

El sistema de billetes del metro de Palma de Mallorca es cerrado, es decir, es necesario validar el billete tanto en las canceladoras de entrada como en las de salida. Las tarifas actuales entraron en vigencia el 3 de enero de 2013, tras el aumento del Impuesto sobre el Valor Añadido (IVA) aprobado por el Gobierno de España en el verano de 2012. Puesto que el recorrido del metro nunca abandona la zona de tarificación A —que abarca los municipios de Palma de Mallorca, Marrachí y parte de los de Calviá y Llucmajor— no se producen saltos entre zonas tarifarias, por lo que las tarifas no varían en función del trayecto.
Existen los siguientes tipos de billetes, con sus tarifas para el año 2015:
- Billete sencillo: válido para un viaje a realizar el día de su compra (hasta las 23:59). Tarifa: 1,60 €
- Billete ida y vuelta: válido para dos viajes a realizar el día de su compra (hasta las 23:59). Tarifa: 3,20 €
- T-20: válido para veinte viajes a realizar en un año. Tarifa: 16,80 € (0,84 € por viaje)
- T-40: válido para cuarenta viajes a realizar en 45 días. Tarifa: 25,20 € (0,63 € por viaje)
- Tarjeta intermodal: permite realizar ilimitados viajes con una reducción del importe del billete. Puede recargarse periódicamente mediante títulos de veinte o cuarenta viajes. Según el propietario, se establecen cuatro tipos:
  - Tercera edad y pensionistas: para usuarios mayores de 65 años o que sean beneficiarios de una pensión. Se les aplica un descuento del 80 % respecto al billete sencillo (0,80 € por viaje). Posee un distintivo de color blanco.
  - Familia numerosa: se les aplica un descuento del 50 % respecto al billete sencillo (0,80 € por viaje). Posee un distintivo de color amarillo.
  - Joven: para usuarios de entre 17 y 30 años. Se les aplica un descuento del 70 % respecto al billete sencillo (0,80 € por viaje). Posee un distintivo de color rojo.
  - Infantil: para los menores de 17 años. Los viajes son gratuitos.
  - Genérica: para todos aquellos usuarios que no formen parte de ninguno de los colectivos anteriores. Se les aplica un descuento del 60 % respecto al billete sencillo, en función del título que utilicen para recargar su saldo.
  - Empleado: para usuarios que ocupen un puesto de trabajo en Servicios Ferroviarios de Mallorca o en Transportes de las Islas Baleares. Les permite desplazarse por las instalaciones del suburbano gratuitamente. Posee un distintivo de color verde.

### Aparcamientos disuasorios
A lo largo de la red de Metro son dos las estaciones con aparcamiento disuasorio. Se trata de un aparcamiento con acceso directo a la estación de Metro, para que los usuarios dejen su automóvil en la estación y seguidamente se desplacen en transporte público. El estacionamiento es gratuito y en el caso de un exceso de demanda tienen prioridad los usuarios con tarjeta intermodal. Varias estaciones cuentan con plazas de aparcamiento, pero son solo dos las incluidas en el sistema Park & Ride (aparcar y montar en inglés).
Las estaciones que disponen de este servicio son Son Fuster Vell y Son Sardina, ambos gestionados por la Sociedad Municipal de Aparcamientos de Palma de Mallorca. Adicionalmente, cabe mencionar la existencia de aparcamientos abiertos en las proximidades de las estaciones de Son Fuster, Puente de Inca Nuevo y UIB.

### Equipamiento
Dentro de las estaciones, existen diversos servicios otorgados por el Metro de Palma de Mallorca con el fin de satisfacer las necesidades de los clientes que utilizan este medio de transporte. La mayor parte de las estaciones cuentan con máquinas de venta de billetes, baños y teléfonos públicos. Además, en los andenes se encuentran paneles informativos, horarios, mapas de la línea y del entorno de la estación así como una serie de pantallas que dan información a los viajeros. El interior de los trenes, también cuenta con pantallas informativas, así como un servicio de megafonía que informa del recorrido del suburbano. Desde mayo de 2010 se permite el transporte de bicicletas en el interior de los convoyes.

## Futuras Ampliaciones

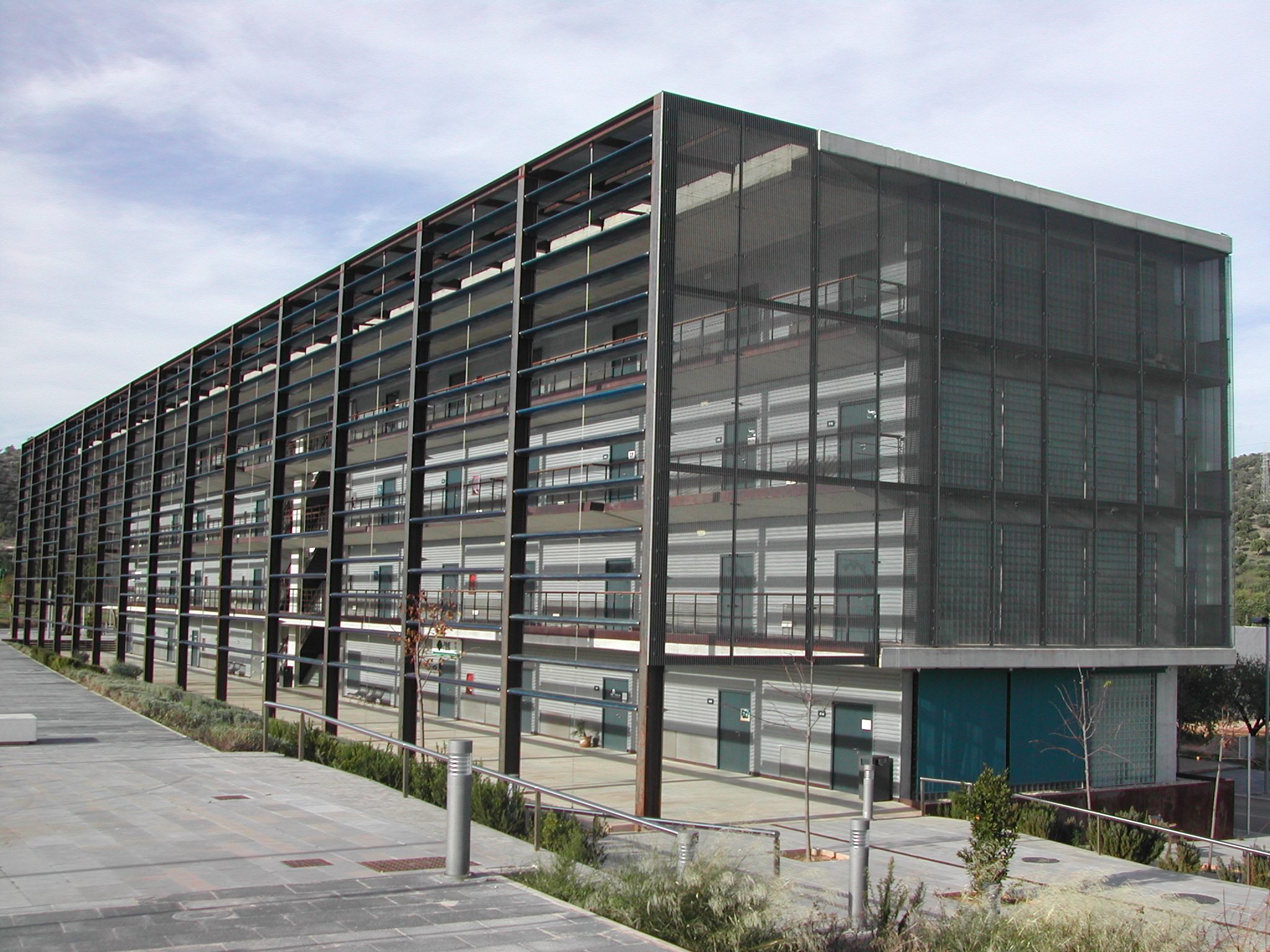
Edificio del Parc BIT. Una de las ampliaciones más viables de la red es la de prolongar la línea 1 hasta este parque tecnológico.

Tras la construcción de la línea M1 entre Plaza de España y la Universidad de las Islas Baleares, se planteó la posibilidad de ampliar la red con nuevas líneas. Las ampliaciones propuestas fueron la de prolongar el recorrido actual hasta el puerto, utilizando un antiguo túnel subterráneo que atravesaba el casco histórico, pero fue desechada por ser poco viable debido a la destrucción de este túnel durante las obras de construcción de los aparcamientos de la Plaza Mayor y del Mercado del Olivar. También se propuso unir Son Rapiña con el aeropuerto pasando por las Avenidas y Son Ferriol, pero el proyecto no salió adelante por falta de viabilidad.
Durante la campaña de las elecciones autonómicas de 2007, Jaume Matas anunció la construcción de la línea 2 (Son Rapiña - El Rafal Nuevo) y la prolongación de la línea 1 hasta el Parc BIT si era reelegido. El nuevo ejecutivo autonómico, compuesto por el PSOE y varios partidos de izquierda, rechazó la red de metro, apostando por el ferrocarril y la construcción de un tranvía entre el centro de la ciudad y la Playa de Palma.
Las elecciones autonómicas de 2011 dieron nuevamente la mayoría al Partido Popular, quien anunció en repetidas ocasiones su intención de llevar a cabo la prolongación al Parc BIT y crear una línea que una el centro de Palma con el Hospital Son Espases. No obstante, la crisis económica de 2008-2013 y la falta de consenso a la hora de decidir el trazado —si prolongar la línea desde la UIB hacia el sur o crear un ramal que partiera de la estación de Camí dels Reis— motivaron el aplazamiento del proyecto.
En julio de 2018, tres empresas presentaron ofertas para la redacción del proyecto de ampliación de la línea M1 del metro de Palma, desde la UIB hasta el Parc BIT. El Govern prevé que las obras se liciten en el primer trimestre de 2019, de forma que puedan empezar en el verano de 2019. La actuación consistirá en una prolongación de la línea M1 de 1,5 kilómetros de longitud hasta el Parc BIT.
En diciembre de 2019 la plataforma ciudadana, Colectivo Palma Verde lanzó la campaña informativa Mobilitat Amb Seny, oponiéndose a los planes del Consell de Govern para ampliar la línea M1 con dos ramales nuevos hacia Hospital de Son Espases y Parc Bit. El argumento principal es un estudio publicado por la revista Carril Bus y elaborado por el reconocido consultor Gregory Carmona que considera que el Metro de Palma es la línea más deficitaria de España y la peor inversión realizada también en función del baremo de viajeros transportados por millón de euros invertidos. El Colectivo Palma Verde exige la paralización de la proyectada prolongación hacia el Hospital de Son Espases y Parc Bit argumentando que no conllevaría a un aumento de nuevos pasajeros suficiente con el que justificar la enorme inversión.
Dicha entidad ciudadana hizo dos propuestas alternativas: 1) prolongación de la línea M1 en dirección opuesta, desde la Estación Intermodal hasta el Aeropuerto de Palma y 2) la creación de dos líneas de autobús lanzadera para conectar la línea M1 del Metro de Palma con el Hospital de Son Espases (desde Cami del Reis) y Parc Bit (desde Universidad) explicando que la inversión sería mínima al no llegar al 10 % del coste del proyecto de ampliación del Consell de Govern, además evitar la destrucción de territorio. Las propuestas fueron denegadas por el director general de Movilidad y Transporte, Jaume Mateu, argumentando que el Plan Director de Movilidad ya fue aprobado a principios del año 2019. 
El 11 de enero de 2019 el Consell de Govern aprobó la licitación del proyecto para la construcción de un ramal de 2,1 kilómetros de la línea de metro Palma-UIB que partirá de la estación de Camí dels Reis, en el Polígono de Son Castelló, hasta el Hospital de Son Espases. Dichas obras tendrán un coste estimado de 31,6 millones de euros. 
En 2020, el Colectivo Palma Verde sigue exigiendo en una paralización del proyecto de ejecución y estudio de las propuestas alternativas con el argumento que se debería optar por las alternativas más económicas y dar prioridad a los ahorros en temas sociales al encontrarnos en crisis provocada por la pandemia del COVID-19.
En 2021 el gobierno autonómico anunció que a principios de 2022 se iniciarían las obras del tramo UIB-Parc Bit con unos 10-12 meses de duración y a principios de 2023 empezar las pruebas para inaugurar la ampliación de la M1 en verano desde el mismo año, junto con el inicio de obras de la primera línea de tranvía desde Son Espases al Aeropuerto de Palma. Finalmente, en junio de 2023, se inician las obras de la ampliación de la línea M1 hasta el Parc BIT. Se prevé que la línea abrirá en verano de 2024.

## Miscelánea

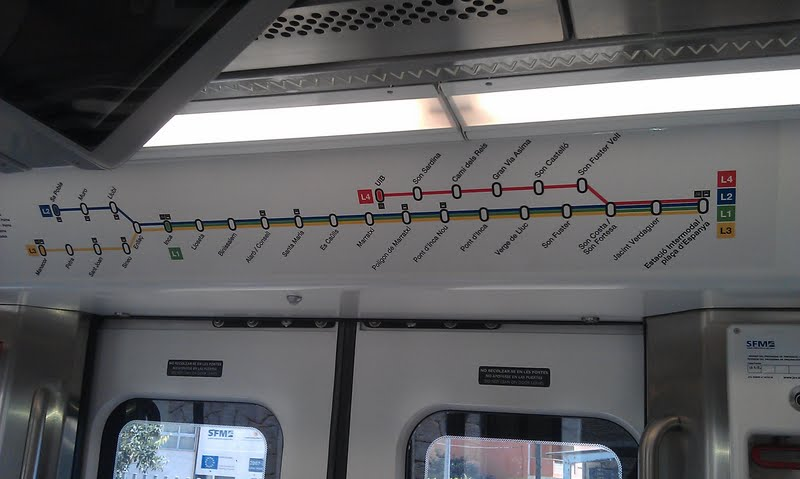
Esquema de la red de SFM en 2012, en la que aparece la línea M1 bajo la denominación L4.

- Es el único, de los 5 metros con más longitud de España, que no conecta la ciudad con el aeropuerto ni tiene proyectada una futura conexión con el mismo.[70]
- Su billete sencillo (1,55 €) es el segundo más caro de España, solo superado por el de Barcelona y en algunos casos el suburbano madrileño, puesto que su billete sencillo oscila entre los 1,50 € y los 2 €.
- Es, junto a los metros de Londres, Glasgow, Newcastle, Liverpool, Copenhague y Catania, uno de los pocos suburbanos europeos situados en una isla.[71]
- Al igual que otros proyectos estrella del segundo gobierno de Jaume Matas (2003-2007), se hallaron irregularidades relacionadas con su construcción dentro de la investigación del caso Palma Arena.[72]
- En el proyecto inicial, la estación de Son Fuster Vell iba a llamarse «Carretera de Buñola», mientras que Son Costa-Son Forteza debía recibir el nombre de «Son Oliva», al igual que el apeadero ferroviario inaugurado en 2003 sobre lo que hoy es la estación y que funcionó hasta 2005.[73]
- Desde la entrada en servicio de los automotores eléctricos de la serie 81 de SFM a finales de 2011 hasta la creación de la línea M2 en marzo de 2013, en dichos trenes podía apreciarse un esquema de la red de SFM en la que la línea 1 de metro aparecía como «Línea 4» de ferrocarril.[74]
- Durante el mes de junio se realizan en la UIB las Pruebas de Acceso a la Universidad o «Selectividad». Esos días la demanda de usuarios del metro aumenta, por lo que el 12 de junio de 2012 el servicio de metro fue ofrecido con la serie 81 de SFM, de mayor capacidad que la serie 71 y que un año después cubriría la línea M2.[75]
- En la tarde del 13 de enero de 2013 las estaciones de Son Fuster Vell, Son Castelló y Gran Vía Asima permanecieron cerradas tras haber recibido avisos sobre un fuerte olor a gas. Finalmente los bomberos confirmaron que se trataba de una falsa alarma.[76]